# Rhodometra antophilaria
Rhodometra antophilaria là một loài bướm đêm trong họ Geometridae.